# Marka
Marka o Merka o Merca (àrab: Merkah) és una ciutat de la costa oriental de Somàlia, a la regió històrica del Banadir (després Benadir), i capital de la moderna regió de Shabeellaha Hoose; és cap del districte que porta el seu nom. La distància fins a Mogadiscio, al nord-est, és d'uns 70 km.
Segons la tradició, la ciutat fou fundada al segle vii pel clan biimaal (o biyomaal) procedents d'Aràbia (potser del Iemen). Els àrabs, barrejats amb la població local, van assolir el control del comerç a la zona que van conservar en endavant. El cert és que la primera vegada que és esmentada fou vers el 943 (332 de l'hègira), per Al-Masudi, que diu que era un dels llocs habitats pels descendents de Kush, però sembla que la lectura és dubtosa, ja que l'enumera junt amb altres topònims de l'Àfrica occidental. Al-Idrisi l'associa al clan somali dels hawiye. Ibn Said (Abu-l-Fida) diu que era la capital dels hawiye i que els habitants eren musulmans.
No devia agafar importància fins al segle xviii, ja que les mesquites que es conserven són totes d'aquesta època com a molt aviat. No obstant això, la gran mesquita porta una inscripció dedicatòria referida al 1609, i una de Shaykh Uthman del 1560, i la tomba de l'edifici sembla més antiga que aquest mateix i la decoració de la pedra és similar a la de la mesquita de Kizimakazi a Zanzíbar, que està datada del 1107.

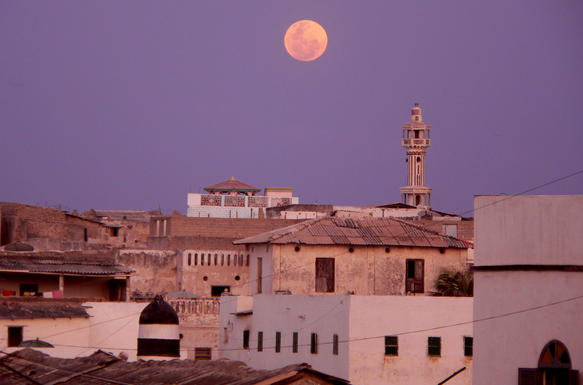
Minaret a la ciutat

El 1888 els italians van agafar el control de Benadir de mans d'una companyia privada i van bloquejar els ports per als indígenes. Aquesta mesura va afectar greument el comerç dels locals amb les terres de l'interior; les caravanes es van reduir i el valor dels objectes es va disparar; la tradició oral encara recorda la inflació que el bloqueig va causar. Es va formar una aliança de clans en la qual van participar els biyamals o biyomaals, els tunnis, els gheledis, els wa’dans, els abgals, els shikhals i d'altres, i es va iniciar l'anomenada revolta de Benadir o també revolta dels biyomaal. La seva resistència va impedir la penetració italiana per dues dècades (1888-1908). La situació no es va normalitzar fins al 1910. Algun dels rebels que van participar en aquestes lluites i hi van morir tenen avui dia monuments dedicats a la ciutat.
Fins al 1991 fou lloc d'estiueig de ciutadans de Mogadiscio, però va ser danyada en la guerra civil (1990-1992). Generalment, va estar en mans dels clans locals que, després de la missió de l'ONU (1992-1995) per un temps van donar suport a Muhammad Fara Hassan, àlies Aydid (1995-1996), i al seu fill i successor; i el 2006 es van aliar a la Unió de Corts Islàmiques de Somàlia, fins a la derrota d'aquestes davant els etíops (darreria de desembre del 2006). El 2007 i 2008 estava altre cop en mans dels clans locals.